# Clitopilus byssisedoides
Clitopilus byssisedoides es una especie de hongo basidomiceto perteneciente a la familia Entolomataceae. Fue descrito oficialmente en el año 2010, sobre la base de las muestras que se encuentran creciendo en un invernadero en el Botanischer Garten Jena, en Alemania.